# Mattydale
Mattydale és una concentració de població designada pel cens dels Estats Units a l'estat de Nova York. Segons el cens del 2000 tenia 6.367 habitants.

## Demografia
Segons el cens del 2000, Mattydale tenia 6.367 habitants, 2.631 habitatges, i 1.673 famílies. La densitat de població era de 1.280,4 habitants/km².
Dels 2.631 habitatges en un 29,8% hi vivien nens de menys de 18 anys, en un 42,5% hi vivien parelles casades, en un 15,6% dones solteres, i en un 36,4% no eren unitats familiars. En el 29,7% dels habitatges hi vivien persones soles el 13,2% de les quals corresponia a persones de 65 anys o més que vivien soles. El nombre mitjà de persones vivint en cada habitatge era de 2,42 i el nombre mitjà de persones que vivien en cada família era de 2,99.
Per edats la població es repartia de la següent manera: un 25,4% tenia menys de 18 anys, un 7,4% entre 18 i 24, un 30,6% entre 25 i 44, un 20% de 45 a 60 i un 16,5% 65 anys o més.
L'edat mediana era de 37 anys. Per cada 100 dones de 18 o més anys hi havia 86,3 homes.
La renda mediana per habitatge era de 35.387 $ i la renda mediana per família de 43.668 $. Els homes tenien una renda mediana de 32.917 $ mentre que les dones 25.808 $. La renda per capita de la població era de 19.030 $. Entorn del 6,4% de les famílies i el 9,9% de la població estaven per davall del llindar de pobresa.